# San Martino Siccomario
San Martino Siccomario é uma comuna italiana da região da Lombardia, província de Pavia, com cerca de 5.040 habitantes. Estende-se por uma área de 14 km², tendo uma densidade populacional de 360 hab/km². Faz fronteira com Carbonara al Ticino, Cava Manara, Pavia, Travacò Siccomario.

## Demografia
| Variação demográfica do município entre 1861 e 2011                               |
|                                                                                   |
| Fonte: Istituto Nazionale di Statistica (ISTAT) - Elaboração gráfica da Wikipedia |